# Brzezienko
Brzezienko [pronunciación en polaco: /bʐɛˈʑɛnkɔ/] es un pueblo ubicado en el distrito administrativo de Gmina Wąsewo, dentro del Condado de Ostrów Mazowiecka, Voivodato de Mazovia, en el este de Polonia central. Se encuentra aproximadamente a 21 kilómetros al noroeste de Ostrów Mazowiecka y a 86 kilómetros al noreste de Varsovia.